# Čtyřicet mučedníků Anglie a Walesu
Jako "Čtyřicet mučedníků Anglie a Walesu" jsou uctíváni katolíci, popravení či zabití pro svou věrnost katolické víře poté, co se odmítli připojit ke státní Anglikánské církvi, zřízené anglickým králem Jindřichem VIII.

## Historie
Ve většině případů se jedná o katolické kněze, kteří zůstali věrní své víře a odmítli se připojit ke státní anglikánské církvi, jejíž hlavou se prohlásil Jindřich VIII., případně se ještě netajili kritikou panovníkova nemravného soukromého života. Tito duchovní byli nuceni čelit pronásledování ze strany státní moci. Jako právní podklad pro perzekuci katolíků posloužily tzv. Zákony o svrchovanosti (Acts of Supremacy), podřizující církev státu a stavící do pozice hlavy církve anglického panovníka. Po smrti Jindřicha VIII., za vlády jeho dcery Marie I. Tudorovny pronásledování církve přechodně ustalo, obnoveno bylo za královny Alžběty I. v roce 1559.
Pronásledování se nevyhnulo ani řeholním řádům. Panovník zakázal fungování klášterů, klášterní majetek byl sekularizován. Státní církev přijala myšlenky protestantismu, canterburský arcibiskup Cranmer vydal nové liturgické knihy, silně ovlivněné učením Martina Luthera a Jana Kalvína. Kdo novoty nepřijal, musel počítat s perzekucí.
Ve skupině kanonizovaných mučedníků lze také najít nejen duchovní, ale také "obyčejné" lidi (služku, manželku řezníka atd.). V roce 1970 tyto mučedníky kanonizoval papež Pavel VI. dne 25. října. Umučených pro věrnost katolické víře bylo pochopitelně mnohem více. Někdy šlo o osoby poměrně vysoce postavené, jako např. o lorda kancléře, svatého Tomáše Mora či o kardinála, svatého Johna Fishera. Činnost Katolické církve v oficiální rovině mohla být na anglickém území obnovena až v roce 1840, kdy v Anglii a Walesu vznikly apoštolské vikariáty, následně r. 1850 povýšené na diecéze a arcidiecéze. Poté vznikaly další, posledním je Personální ordinariát Naší Paní z Walsinghamu (pro bývalé anglikány), který vznikl 15. ledna 2011. Ve Skotsku byly obnoveny v r. 1878 povýšením apoštolských vikariátů, založených v r. 1727 a 1827 .

## Jmenný seznam
| Jméno                | Povolání / životní stav       |
| -------------------- | ----------------------------- |
| Jan Almond           | kněz                          |
| Edmund Arrowsmith    | jezuita                       |
| Ambrož Eduard Barlow | biskup                        |
| Jan Boste            | kněz, konvertita              |
| Alexandr Briant      | kněz                          |
| Edmund Kampián       | jezuita                       |
| Margaret Clitherow   | konvertitka, manželka řezníka |
| Filip Evans          | jezuita                       |
| Tomáš Garnet         | jezuita                       |
| Edmund Gennings      | kněz                          |
| Richard Gwyn         | učitel                        |
| Jan Houghton         | kartuzián                     |
| Filip Howard         | šlechtic                      |
| Jan Jones            | františkán                    |
| Jan Kemble           | kněz                          |
| Lukáš Kirby          | kněz                          |
| Robert Lawrence      | kartuzián                     |
| David Lewis          | jezuita                       |
| Anna Line            | konvertitka,                  |
| Jan Lloyd            | kněz                          |
| Cuthbert Mayne       | kněz                          |
| Jindřich Morse       | kněz                          |
| Nicholas Owen        | jezuita                       |
| Jan Paine            | kněz                          |
| Polydore Plasden     | kněz                          |
| Jan Plessington      | kněz                          |
| Richard Reynolds     | řeholník, kněz                |
| Jan Rigby            | konvertita                    |
| Jan Roberts          | benediktin                    |
| Alban Roe            | benediktin                    |
| Ralph Sherwin        | kněz                          |
| Robert Southwell     | jezuita                       |
| Jan Southworth       | kněz                          |
| Jan Stone            | augustinián                   |
| Jan Wall             | františkán                    |
| Jindřich Walpole     | jezuita                       |
| Margaret Ward        | služka                        |
| Augustin Webster     | kartuzián                     |
| Swithun Wells        | konvertita                    |
| Eustace White        | konvertita, kněz              |